# Собор на честь Різдва Пресвятої Богородиці (Кропивницький)
Кафедральний собор Свято-Різдва Пресвятої Богородиці (Грецька церква) — православний (УПЦ МП) кафедральний собор у місті Кропивницькому. Єдина християнська церква міста, яка не була закрита протягом радянської доби.

## Загальна інформація
Кропивницький кафедральний Собор є єдиним не лише православним, але і взагалі єдиним храмом міста, який за всю за всю історію жодного разу не припиняв своєї діяльності.
Кафедральний собор Свято-Різдва Пресвятої Богородиці розташований у середмісті Кропивницького за адресою: вул. Велика Перспективна, буд. 74, Кропивницький—25006, Україна.
Первісно храм було витримано у стилі класицизму.
У Кафедральному соборі зберігаються мощі святих Києво-Печерської лаври та мощі інших святих.
Для молитовного поклоніння у храмі є ікони XVII століття. Біля стін собору прийняли вічний спочинок багато визначних людей різних часів, серед них і єдиний син російського полководця Михайла Кутузова.

## Історія
Храм засновано 1757 року греками-переселенцями на честь Володимирської ікони Божої матері. Грецькі купці ще в 1-й половині XVIII століття заснували біля фортечних укріплень на березі Інгулу  грецьку слободу трохи нижче за Єлисаветинську фортецю і заклали недалеко від ярмаркового майдану (на місці якої зараз знаходиться СДЮШОР «Надія») свій дерев'яний храм, освячений 25 вересня 1766 року в пам'ять царя Костянтина.
У 1812 році (на честь перемоги над Наполеоном) на його місці стояв новий кам'яний православний храм з трьома престолами: головний — Володимирської ікони Божої Матері, решта — Св. Іоана Предтечи і Св. великомучениці Катерини. Першим священиком у храмі був Платон Купчевський (причислений до лику святих 6 лютого 2022 року). Тоді ж зведено й триярусну дзвіницю. Са́ме сюди, а точніше в два будинки, поставлених разом з дзвіницею на території храму трохи згодом, був перенесений з фортеці архів Свято-троїцкого храму (зараз в цих будівлях розміщується Єпархіальне управління).
У 1898 році споруду храму суттєво добудували, збільшили його площу майже вдвічі.
Кафедральний собор — єдиний храм у місті, який не було закрито радянським комуністичним режимом; навіть у роки німецько-фашистської окупації під час Другої Світової війни тут проводились богослужіння відродженої УАПЦ.
По звільненні Кіровограда 1944 року, після руйнування міського Успенського храму, Собор був переведений в храм Володимирської ікони Божої матері, а головний престол нового Собору перейменований і присвячений святу Різдва Пресвятої Богородиці.
У 1985 році під керівництвом єпископа Кіровоградського і Миколаївського Севастіана здійснено внутрішній розпис собору, позолоту іконостасу та Святих Апостолів Євангелістів.
Наприкінці 1990 — на початку 2000-х рр. у Кафедральному соборі Свято-Різдва Пресвятої Богородиці в Кіровограді проведено реставраційні роботи.
2001 року при соборі відкрито благодійний фонд «Самарянин».

## Світлини

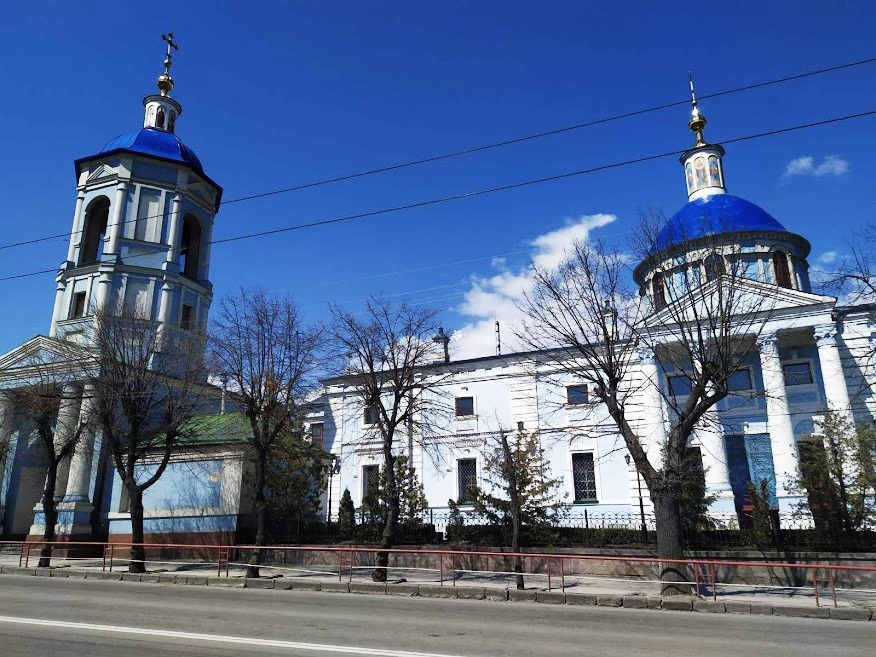
Загальний вигляд з вулиці Велика Перспективна
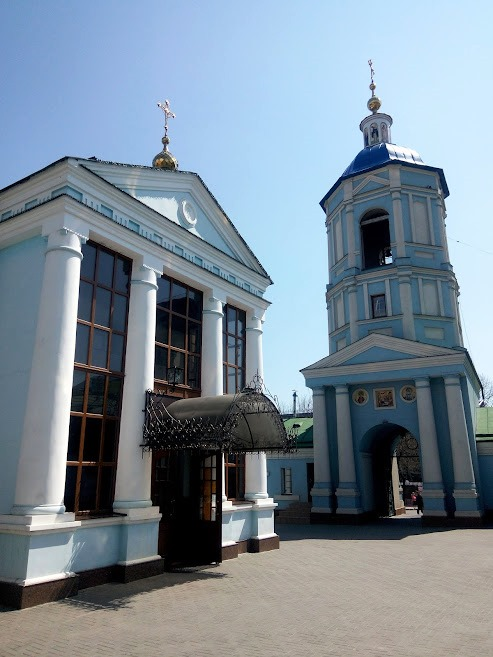
Триярусна дзвіниця і головний вхід в собор
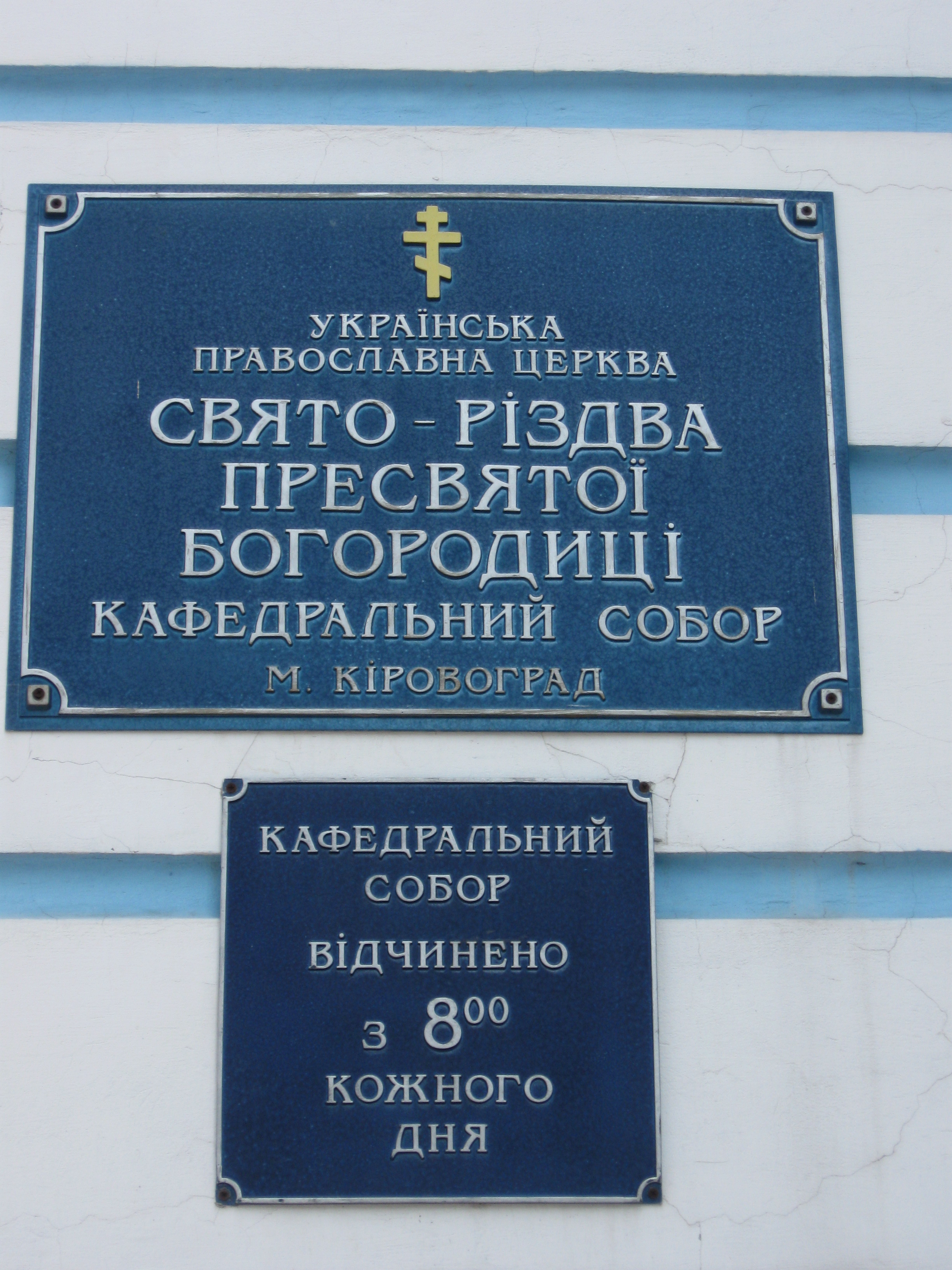
Інформаційна дошка на храмі

## Виноски
1. ↑  Свято-Різдва Пресвятої Богородиці Кіровоградський Кафедральний собор  // Місто і люди. Єлисаветград — Кіровоград, 1754—2004. Ілюстрована енциклопедія., Кіровоград: , «Імекс-ЛТД», 2004, стор. 295
2. ↑  Згрівець Ірина Історія храмів Кропивницького [Архівовано 8 серпня 2009 у Wayback Machine.] на Кропивницький, міській інформаційний сайт [Архівовано 9 лютого 2009 у Wayback Machine.]